# Ābqūy
Ābqūy (persiska: آبقوی) är en ort i Iran.   Den ligger i provinsen Khorasan, i den nordöstra delen av landet, 700 km öster om huvudstaden Teheran. Ābqūy ligger 1 340 meter över havet och antalet invånare är 227.
Terrängen runt Ābqūy är varierad.Runt Ābqūy är det ganska tätbefolkat, med 56 invånare per kvadratkilometer. Närmaste större samhälle är Nīshābūr, 18,3 km sydost om Ābqūy. Trakten runt Ābqūy består i huvudsak av gräsmarker.